# SULT1C2
SULT1C2 (англ. Sulfotransferase family 1C member 2) – білок, який кодується однойменним геном, розташованим у людей на короткому плечі 2-ї хромосоми.  Довжина поліпептидного ланцюга білка становить 296 амінокислот, а молекулярна маса — 34 880.
| 10         |  | 20         |  | 30         |  | 40         |  | 50         |
| ---------- |  | ---------- |  | ---------- |  | ---------- |  | ---------- |
| MALTSDLGKQ |  | IKLKEVEGTL |  | LQPATVDNWS |  | QIQSFEAKPD |  | DLLICTYPKA |
| GTTWIQEIVD |  | MIEQNGDVEK |  | CQRAIIQHRH |  | PFIEWARPPQ |  | PSGVEKAKAM |
| PSPRILKTHL |  | STQLLPPSFW |  | ENNCKFLYVA |  | RNAKDCMVSY |  | YHFQRMNHML |
| PDPGTWEEYF |  | ETFINGKVVW |  | GSWFDHVKGW |  | WEMKDRHQIL |  | FLFYEDIKRD |
| PKHEIRKVMQ |  | FMGKKVDETV |  | LDKIVQETSF |  | EKMKENPMTN |  | RSTVSKSILD |
| QSISSFMRKG |  | TVGDWKNHFT |  | VAQNERFDEI |  | YRRKMEGTSI |  | NFCMEL     |

A: Аланін

C: Цистеїн

D: Аспарагінова кислота

E: Глутамінова кислота

F: Фенілаланін

G: Гліцин

H: Гістидин

I: Ізолейцин

K: Лізин

L: Лейцин

M: Метіонін

N: Аспарагін

P: Пролін

Q: Глутамін

R: Аргінін

S: Серин

T: Треонін

V: Валін

W: Триптофан

Кодований геном білок за функціями належить до трансфераз, фосфопротеїнів. 
Задіяний у таких біологічних процесах як поліморфізм, альтернативний сплайсинг. 
Локалізований у цитоплазмі.